# Célestin Oliver
Célestin Oliver (* 12. Juli 1930 in Mostaganem, Algerien; † 5. Juni 2011 in Marseille) war ein französischer Fußballspieler und -trainer.

## Spielerkarriere

### Vereine
Célestin Oliver, der mit dem Fußballspielen bei Idéal Sport in seiner Geburtsstadt begonnen hatte, wurde 1953 nach einem Qualifikationsspiel der französischen Amateurnationalelf von Louis Dugauguez, dem damaligen Trainer der UA Sedan-Torcy, in die Ardennen geholt. Bei dem Zweitligisten schlug der beidfüßig mit einem strammen Schuss ausgestattete Halbstürmer so gut ein, dass er kein halbes Jahr später bereits den blauen Dress der Nationalmannschaft tragen durfte (siehe unten). 1955 trug er mit 29 Treffern wesentlich zum Aufstieg seines Klubs in die Division 1 bei und etablierte sich auch dort auf Anhieb: die Saison 1955/56 beendete die UAST auf einem achtbaren 9. Platz. Vor allem aber reüssierten die „Arbeiterfußballer“, wie diese Elf aus Halbprofis und ohne Stars häufig genannt wurde, im Pokalwettbewerb; nach Siegen über FC Grenoble, AS Saint-Étienne und Olympique Lyon (das einzige Tor dieses Halbfinals erzielte Célestin Oliver per Elfmeter, der auch schon gegen Grenoble getroffen hatte) erreichten sie das Finale gegen die AS Troyes-Savinienne, in dem sie mit 3:1 die Oberhand behielten. Auch in den beiden folgenden Spielzeiten führte „Schwarzfuß“ Oliver – pieds-noirs nannte man im Frankreich der Nachkriegsjahrzehnte die Algerienfranzosen – seinen Klub in die oberen Tabellenregionen, 1957/58 sogar auf den 5. Rang. In der Saison 1956/57 war er der sicherste Strafstoßschütze der Liga mit sechs verwandelten Elfmetern.
Im Sommer 1958 holte ihn Olympique Marseille, das allerdings keine zwölf Monate später als 20. das fußballerische Oberhaus verlassen musste und dem trotz 20 Oliver-Toren in der zweiten Liga der sofortige Wiederaufstieg als Tabellenzehntem gründlich misslang. Olympique verkaufte den Angreifer daraufhin an den SCO Angers, mit dem er in den folgenden drei Jahren im Liga-Mittelfeld mitspielte und 1961/62 noch einmal das Halbfinale um die Coupe de France erreichte. 1963/64 zog es ihn zurück ans Mittelmeer, und nach einem Jahr in der Division 2 beim SC Toulon, dem er noch zum Aufstieg verhalf, wechselte er von seiner zuletzt häufiger zentralen Mittelfeldrolle auf die Trainerbank.

#### Stationen
- Idéal Sport Mostaganem (1950–1953)
- Union Athlétique Sedan-Torcy (1953–1958, davon 1953–1955 in D2)
- Olympique Marseille (1958–1960, davon 1959/60 in D2)
- Sporting Club de l'Ouest Angers (1960–1963, 68/10)
- Sporting Club Toulon (1963/64, in D2)[4]

### Nationalmannschaft
Zwischen Dezember 1953 und April 1958 bestritt Célestin Oliver fünf Spiele in der Équipe tricolore, in denen er auch drei Tore schoss. Angesichts der Konkurrenz auf den Halbstürmerpositionen (unter anderem Raymond Kopa, Roger Piantoni und Joseph Ujlaki) blieb es aber bei sporadischen Einsätzen; so gehörte er zwar 1958 zum WM-Kader Frankreichs, wurde bei der Endrunde in Schweden jedoch keine einzige Minute lang und auch anschließend nie wieder eingesetzt.

## Trainerkarriere
Olivers neue Karriere als Trainer schloss zeitlich und räumlich nahtlos an die Station in Toulon an: der Amateurverein SSMC aus Miramas war bis 1967 sein Arbeitgeber. Daneben schloss er eine Sportlehrerausbildung ab, ehe er bei mehreren Engagements ins Profilager zurückkehrte: bis 1972 trainierte er SM Caen, den er 1970 in die 2. Division führte, und im Sommer 1972 den Erstligisten Stade Reims, der ihn allerdings Ende September nach nur acht Punktspielen wegen Erfolglosigkeit entließ. 1974/75 folgte ein Zweitligajahr bei der US du Grand Boulogne; anschließend ließ Célestin Oliver sich endgültig nahe Marseille nieder und arbeitete – unterbrochen von einem Jahr als Trainer des SC Toulon (1978/79, in Division 2) – am Collège Grande Bastide als Lehrer; dort richtete er einen Fußball-Studiengang ein und hatte später unter anderem einen Jüngling namens Éric Cantona unter seinen Fittichen. In Marseille ist er wenige Wochen vor seinem 81. Geburtstag auch gestorben.

## Palmarès als Spieler
- Französischer Pokalsieger: 1956 (und Halbfinalist 1954, 1962)
- 5 A-Länderspiele, 3 Treffer
- 203 Erstligaspiele und 60 Torerfolge in der Division 1, davon 99/38 für Sedan, 36/12 für Marseille und 68/10 für Angers